# Liechtensteinsche Familiengruft (Karlische Linie)

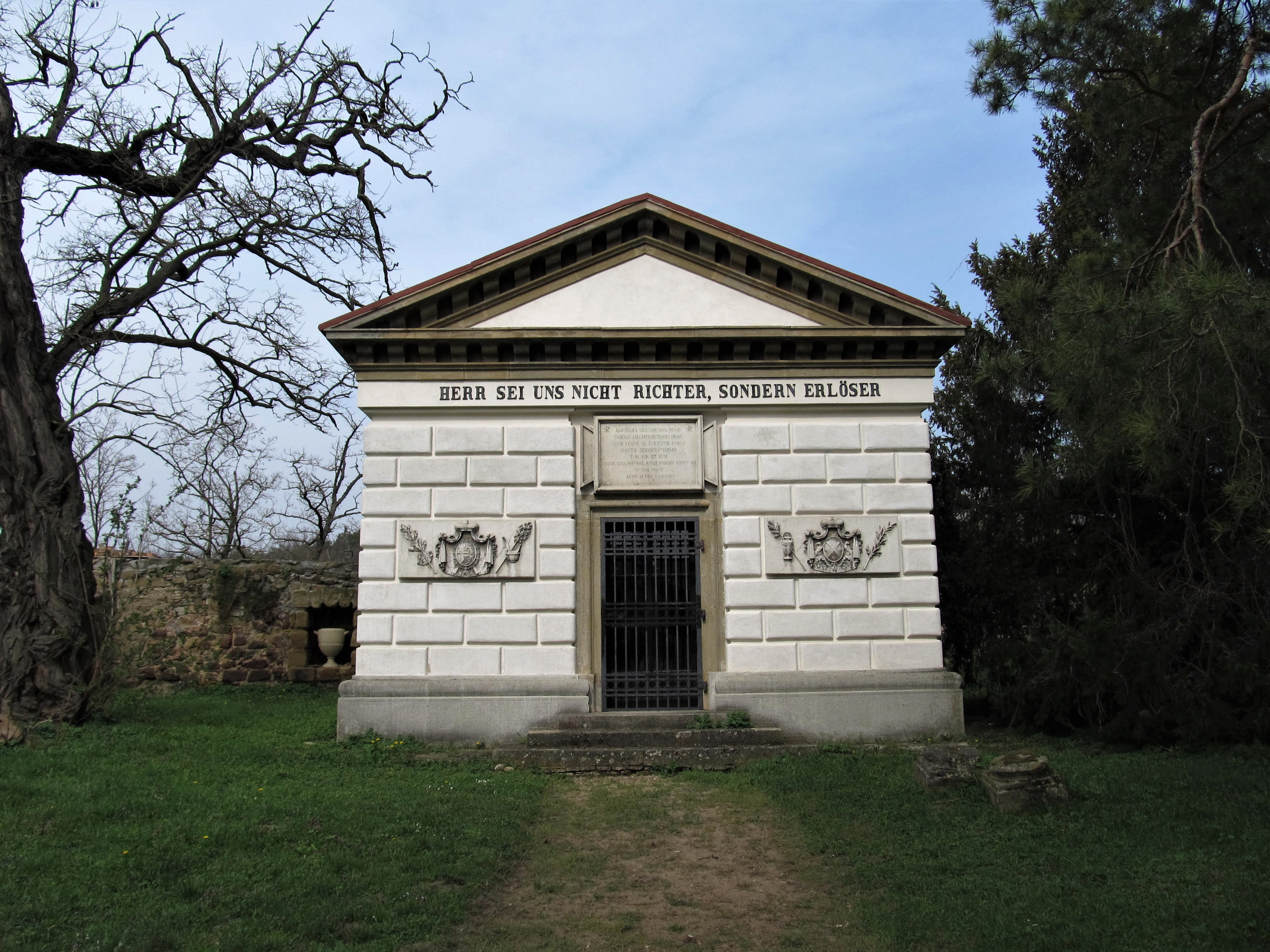
Ansicht

Die Liechtensteinsche Familiengruft in Moravský Krumlov (Tschechien) befindet sich neben dem Friedhof auf dem Kirchhof der Pfarrkirche Allerheiligen. Sie war die Begräbnisstätte der 1908 erloschenen Karlischen Linie des Hauses Liechtenstein. 

## Geschichte
Als Grablege der Besitzer des Kleinen Gundakarischen Majorats diente die 1693 von Max von Liechtenstein errichtete Marienkapelle an der Bartholomäuskirche. Nachdem beide Majorate seit 1712 vereinigt waren, erfolgte 1771 die erneute Trennung.
Nach dem Tode des Feldmarschalls Karl Borromäus von Liechtenstein, seit 1771 Inhaber des Kleinen Majorats, ließ dessen Witwe Eleonore, geborene Fürstin von Oettingen-Spielberg im Jahre 1789 eine neue Familiengruft für die neue jüngere Fürstenlinie errichten. In ihr wurde auch der zu Heiligabend 1795 verstorbene erstgeborene Sohn Karl Joseph Emanuel von Liechtenstein beigesetzt. Nachfolgend fanden dort weitere Mitglieder der Karlischen Linie ihre letzte Ruhestätte. 
Der letzte Bestattete war Ende 1908 der Obersthofmeister Rudolf von Liechtenstein, mit dessen Tod auch die Karlische Linie erlosch.

## Bauwerk
Der klassizistische Bau befindet sich nordwestlich der Kirche Allerheiligen, östlich liegt der Friedhof von Moravský Krumlov.
Unterhalb des Dreiecksgiebels ist die Schrift HERR SEI UNS NICHT RICHTER, SONDERN ERLÖSER angebracht. Über dem Eingang befindet sich eine Inschrifttafel zur Errichtung der Kapelle. Im Quaderputz der Fassade sind beiderseits steinerne Reliefwappen der Geschlechter Liechtenstein und Oettingen angebracht. 
Die nähere Umgebung wurde durch Gruppen von Birken und Nadelbäumen gestaltet. Im Innern wurde das Bauwerk von Hubert Maurer mit einem Fresko „Christus am Kreuze“ ausgeschmückt.
Die Familiengruft ist als Teil des Gesamtensembles Allerheiligenkirche als Kulturdenkmal geschützt.